# The Rob Hoeke Boogie Woogie Quartet
The Rob Hoeke Boogie Woogie Quartet was een Nederlandse muziekgroep onder leiding van Rob Hoeke. Op zijn zeventiende richt Hoeke, gefascineerd door de boogiewoogie-muziek, zijn Boogie Woogie Quartet op. Naast hemzelf bestaat de groep uit broer Paul Hoeke (drums), Kees Kuypers (bas), en Wim Bitters (gitaar).
Dit quartet behaalt 1959, 1960 en 1962 de tweede plaats in het Loosdrecht Jazz Concours. In 1963 wordt een platencontract met Philips getekend en een jaar later komt het album Boogie Hoogie uit. Het nummer Down South wordt een grote hit.
In 1965 richt Hoeke, geïnspireerd door The Rolling Stones en Manfred Mann, een nieuwe band, de The Rob Hoeke Rhythm & Blues Group op. Vanaf dat moment brengt hij met name muziek met die groep uit.

## NPO Radio 2 Top 2000
Van The Rob Hoeke Boogie Woogie Quartet stond alleen Down South in 1999 in de NPO Radio 2 Top 2000, op plek 1276.